# Trois-Rivières Draveurs
Trois-Rivières Draveurs byl profesionální kanadský klub ledního hokeje, který sídlil v Trois-Rivières v provincii Québec. Založen byl v roce 1996 pod názvem Pont-Rouge Grand Portneuf. Svůj poslední název nesl od roku 2017. Do profesionální LNAH vstoupil v ročníku 1996/97. Zanikl v roce 2018 po finančních problémech. V soutěži byl nahrazen nově založeným týmem Berlin Blackjacks, který se tak stal prvním týmem ze Spojených států amerických v historii této profesionální ligy. Své domácí zápasy odehrával v hale Colisée de Trois-Rivières s kapacitou 2 800 diváků. Klubové barvy byly námořnická modř, oranžová a bílá.
Jednalo se o vítěze LNAH ze sezóny 2007/08.

## Historické názvy
Zdroj: 
- 1996 – Pont-Rouge Grand Portneuf
- 2001 – Pont-Rouge Caron & Guay
- 2004 – Trois-Rivières Caron & Guay
- 2013 – Trois-Rivières Vikings
- 2014 – Trois-Rivières Blizzard
- 2017 – Trois-Rivières Draveurs

## Úspěchy
- Vítěz LNAH ( 1× )
  - 2007/08

## Přehled ligové účasti
Zdroj: 
- 1996–2004: Ligue de hockey semi-professionnelle du Québec
- 2004–2018: Ligue Nord-Américaine de Hockey